# Comune di Fredensborg-Humlebæk
Il comune di Fredensborg-Humlebæk fino al 1º gennaio 2007 è stato un comune danese situato contea di Frederiksborg.
Il comune aveva una superficie di 112 km² e una popolazione di 39 187 abitanti (2005).
Capoluogo era la cittadina di Fredensborg.
Dal 1º gennaio 2007, con l'entrata in vigore della riforma amministrativa, il comune è unito al comune di Karlebo per costituire il comune di Fredensborg compreso nella regione di Hovedstaden.